# Barleria cunenensis
Barleria cunenensis är en akantusväxtart som beskrevs av Raymond Benoist. Barleria cunenensis ingår i släktet Barleria och familjen akantusväxter. Inga underarter finns listade i Catalogue of Life.